# Aino Kannisto
Pour les articles homonymes, voir Kannisto.
Aino Kannisto, née le 27 janvier 1973 à Espoo est une photographe et artiste finlandaise qui vit et travaille à Helsinki .

## Formation
Aino Kannisto obtient, en 2001, une Maîtrise es Arts en photographie à l'École supérieure Aalto d'art, de design et d'architecture d'Helsinki (UIAH). Elle fait partie du mouvement The Helsinki School (en).

## Expositions

### en solo
- 2002 et 2006 : Galerie m - Bochum (Allemagne) [3]
- 2003 : Galeries Forum pour photographies - Cologne (Allemagne)
- 2003 : Image - Arhus (Danemark)
- 2003 :  Finlandsinstitutet - Stockholm (Suède)
- 2004 : Artina, Helsinki (Finlande)
- 2004 : Kunsteverein Münsterland - Coesfeld (Allemagne)
- 2004 : Institut français - Paris (France)
- 2006 : Espacío Lìquido - Gijon (Espagne)

### à plusieurs
- 2006 : Nikolaj Contemporary Art Center (en)- Copenhague (Danemark)
- 2006 : Presence – perspectives sur la photographie finlandaise, Wäinö Aaltonen Museum - Turku (Finlande)
- 2006 : Kunsthalle Fridericianum - Kassel (Allemagne)
- 2006 : The Helsinki School, Photology - Milan (Italie) [4]